# SRC育成選手
SRC育成選手（エス・アール・シー・いくせいせんしゅ）とは、総合格闘技団体「SENGOKU RAIDEN CHAMPIONSHIP（SRC）」による選手育成のための制度。当初の名称は「戦極育成選手」であった。

## 概要
SRC参戦選手の所属ジムや、コネクションを生かしたトレーニング場所の確保と紹介、海外ジムの紹介や渡航のサービスを受けられるほか、住居の提供や仕事の斡旋など、生活面もサポートされる。戦極で活躍する選手の育成のみならず、総合格闘技の底辺拡大を目的とする。
登録された選手は実戦経験を積むため、修斗・パンクラス・CAGE FORCEなどの大会に出場する。
2009年2月1日、第1回トライアウトが実施され、シューティングジム東京・GRABAKA・パンクラス・和術慧舟會・吉田道場の5ジムが参加、ドラフト形式で各ジムに指名された14名が育成選手となった。
2010年、イベント名に合わせて「SRC育成選手」に改名され、6月12日に第2回トライアウトを実施。「プロ育成選手」と「アマチュア奨励選手」の2カテゴリーに分けて実施し、プロ育成選手1名、プロ育成選手候補1名、アマチュア奨励選手7名が選出された。
2011年、SRCがドン・キホーテとのスポンサー契約を打ち切られ活動停止となったが、制度はドン・キホーテが引き継ぎ、「ドン・キホーテ育成選手」としてパンクラスなどで活躍する選手を輩出することを目的としている。

## 種類
プロ育成選手
S-1とS-2の2種類があり、S-2はSRCのオープニングファイトに1 - 2年で出られることを想定。
アマチュア奨励選手
ジムの会費をワールドビクトリーロードが肩代わりし、希望者にはドン・キホーテ系列店舗の仕事を仲介する。1年経過後は3か月毎に目標を決めてアマチュア修斗やアマチュアパンクラスで実績を残さないと資格停止となる。

## 主な登録選手
真騎士
ライト級キング・オブ・パンクラシスト（パンクラス王者）
大澤茂樹
レスリング世界学生選手権フリースタイル60kg級優勝（2008年7月）、国民体育大会成年男子フリースタイル60kg級優勝（2008年9月）
田中章仁
全日本レスリング選手権大会7連覇（2001年 - 2007年）
山田崇太郎